# Святополк-Мирський Олександр Сергійович
Леонід Сергійович Святополк-Мирський (1885 — після 1945) — військовий діяч періоду Гетьманату.
Військову освіту здобув у Одеському військовому училищі (1905). Служив у 166-му рівненському піхотному полку (1909, поручик), 310-му Шацькому піхотному полку (1914, штабс-капітан).
Учасник 1-ї світової війни. Учасник 1-го Кубанського («Льодового») походу.
Після квітневого перевороту 1918 року зголосився на службу до Збройних Сил Української держави. За дорученням гетьмана Павла Скоропадського з вересня 1918 року формував добровольчі дружини у Києві з числа офіцерів колишньої російської армії, студентської та гімназійної молоді. Під час антигетьманського повстання Директорії УНР на чолі кількох сотень виступив назустріч повстанським частинам, керував боями під Мотовилівкою, Васильковом. 22 листопада наново сформований в Києві підрозділ Святополк-Мирського неочікувано вдарив на лівому фланзі Чорноморського куреня, який не витримав натиску гетьманських сил і почав відступ.
Зазнавши поразки, відійшов до Києва, де зайняв оборону і стримував наступ республіканських військ до грудня 1918 року.
Взятий у полон; з 14 грудня 1918 в Лук'янівськой в'язниці. У ВСЮР в Марківській дивізії до евакуації Криму. Восени 1925 у складі Марківського полку в Болгарії. Полковник. У еміграції в Бразилії, в 1934 начальник 1-ї групи Бразильського сектору Всеросійської фашистської організації в Ріо-де-Жанейро. Під час Другої світової війни у німецькій армії: командир арт. батареї в російській бригаді «Дружина» на Східному фронті. В серпні 1943 потрапив у полон. Розстріляний після 1945.